# Deutsche Gesellschaft für Medaillenkunst
Die Deutsche Gesellschaft für Medaillenkunst (DGMK) setzt sich für den Erhalt und die Förderung der deutschen Medaillenkunst ein. Sie wurde am 15. Juni 1991 in Bonn gegründet. Heute gehören dem gemeinnützig tätigen Verein mehr als 200 persönliche und korporative Mitglieder an. Die Zusammensetzung aus Künstlern und Museen, Sammlern und Wissenschaftlern, Herstellern und Händlern bürgt für eine nachhaltige Förderung der Medaille als anspruchsvollem Kleinkunstwerk.
Die Gesellschaft hat als eingetragener Verein ihren Sitz in Berlin und bietet allen an alten und neuen Medaillen Interessierten ein Forum der Begegnung.

## Gründung am 15. Juni 1991
Am 15. Juni 1991 trafen sich viele Freunde der Medaillenkunst im Ernst-Moritz-Arndt-Haus in Bonn, um die von den Münzkabinetten Berlin und München gemeinsam erarbeitete Ausstellung „Aufbruch – Durchbruch. Zeitzeichen in der deutschen Medaillenkunst“ ein weiteres Mal zu eröffnen. Die angereisten Medaillenfreunde aus Ost und West wollten die Spaltung in zwei Medaillengesellschaften überwinden. Das Rheinische Landesmuseum war Tagungsstätte mit dem Ziel der Vereinigung der „Deutschen Medaillengesellschaft“ (West) und der „Deutschen Gesellschaft für Medaillenkunst“ (Ost). Ergebnis der getrennt geführten Diskussion war das Votum an der Vereinigung zur Gründung einer (Gesamt-)Deutschen Gesellschaft für Medaillenkunst. Spontan traten ihr viele anwesende Künstler, Medaillenhersteller, Museumsvertreter aus den alten Bundesländern bei.

## Aufgaben und Ziele
Die Gesellschaft möchte der Erforschung der historischen Medaillenkunst und in Übereinstimmung mit den Zielen der Fédération Internationale de la Médaille (FIDEM) der besonderen Förderung der zeitgenössischen Medaille dienen.
Der eingetragene Verein will Kunst und Kultur fördern, indem er Wissenschaftler, Freunde und Sammler von Medaillen, medaillenschaffende Künstler sowie Hersteller und Händler vereint. 
Zu diesem Zweck führt der Verein Ausstellungen, Symposien und Vorträge durch und fördert die Edition von Medaillen.

## Preise

### Hilde-Broër-Preis
Die deutsche Gesellschaft für Medaillenkunst versteht sich als Förderer der modernen Kunstmedaille.
Aus diesem Grund hat die Gesellschaft zusammen mit der Gemeinde Kressbronn am Bodensee den Hilde-Broër-Preis initiiert. Die Gesellschaft, wie auch die Gemeinde Kressbronn (Lebensmittelpunkt der Künstlerin für ihre zweite Lebenshälfte) haben es sich zum Ziel gesetzt, herausragende Medaillenkünstler mit dem Hilde-Broër-Preis zu würdigen. 
Der bedeutende Rang von Hilde Broër hinsichtlich der Entwicklung der zeitgenössischen Kunstmedaille sollte an einen Preis gebunden werden, der ihren Namen trägt. 
Dieser Preis wurde das erste Mal im Jahre 2005 verliehen. Bisher erhielten Hans Karl Burgeff (2005), Heide Dobberkau (2006), Wilfried Fitzenreiter (2007), Gertrud Angelika Wetzel (2008), Peter Götz Güttler (2009), Anna Franziska Schwarzbach (2011), Bernd Göbel (2013), Hubertus von Pilgrim (2013), Eberhard Linke (2015), Klaus Kowalski (2017), Heidi Wagner-Kerkhof (2019) und Friedrich Brenner (2021) diesen Preis.

### Deutscher Medailleurpreis „Johann Veit Döll“
Das Graveur- und Medailleurhandwerk hat in Suhl eine jahrhundertealte Geschichte. Berühmte Medailleure wie Johann Veit Döll, die Familie Stockmar, Johann Balthasar GASS, Christoph Carl Pfeuffer und Friedrich Wilhelm Hörnlein arbeiteten unter anderem für sächsische und preußische Herrscher und für die Berliner Münze, die sächsische Staatsmünze und für den Zarenhof in St. Petersburg.
Anknüpfend an diese Tradition zeichnet die Stadt Suhl eine in künstlerischer und technischer Hinsicht besonders qualitätvoll gestaltete zeitgenössische Medaille aus. Der Preis wurde erstmals 2002 unter der Bezeichnung „Graveurpreis »Johann Veit Döll« der Stadt Suhl“ verliehen und wird unter dem neuen Namen seit 2006 gemeinsam mit der Deutschen Gesellschaft für Medaillenkunst alle zwei Jahre ausgelobt.

## Publikationen
Die Gesellschaft veröffentlicht in regelmäßigen Abständen Kataloge und Monografien zum Thema Medaillenkunst. In der Reihe „Die Kunstmedaille in Deutschland“, zunächst „Die Kunstmedaille der Gegenwart in Deutschland“ (Bd. 1–3), werden verschiedene Themen aus dem Gebiet der historischen wie der zeitgenössischen Medaillenkunst behandelt. Bisher (2021) sind 30 Bände erschienen. Eine Anzahl der Bände sind in enger Kooperation mit der Gitta-Kastner-Stiftung der Numismatischen Kommission der Länder in der Bundesrepublik Deutschland und dem Münzkabinett der Staatlichen Museen zu Berlin entstanden.